# 费利讷
费利讷（法語：Félines，法語發音：[felin]）是法国阿尔代什省的一个市镇，属于罗讷河畔图尔农区。

## 地理
费利讷（45°19'0"N, 4°43'42"E）面积14 平方千米，位于法国奥弗涅-罗讷-阿尔卑斯大区阿尔代什省，该省份为法国东南部内陆省份，北起顺时针与卢瓦尔省、伊泽尔省、德龙省、沃克吕兹省、加尔省、洛泽尔省和上盧瓦爾省接壤。
与费利讷接壤的市镇（或旧市镇、城区）包括：沙尔纳、波格尔、萨瓦、塞里耶尔、万济约。
费利讷的时区为UTC+01:00、UTC+02:00（夏令时）。

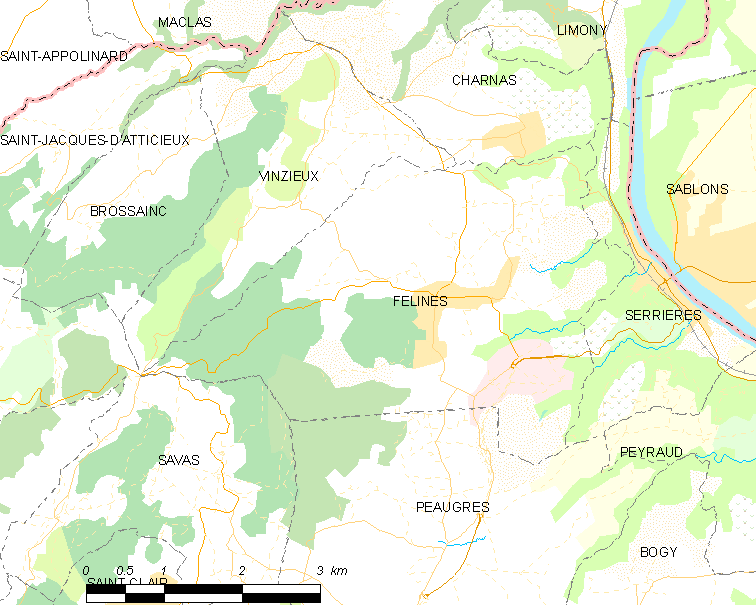
费利讷的OSM定位图

## 行政
费利讷的邮政编码为07340，INSEE市镇编码为07089。

## 政治
费利讷所属的省级选区为萨拉县。

## 人口

1962-2008年间费利讷人口变化图示

费利讷于2022年1月1日时的人口数量为1874人。